# بز دلپذیر و گرگ بزرگ بزرگ: غوطه‌ورشدن برای آینده
بز دلپذیر و گرگ بزرگ بزرگ: غوطه‌ورشدن برای آینده (به انگلیسی: Pleasant Goat and Big Big Wolf: Dunk for Future) یک فیلم پویانمایی چینی محصول سال ۲۰۲۲ است که بر پایهٔ غوطه‌ور شدن برای پیروزی، سی و چهارمین فصل از مجموعه تلویزیونی بز دلپذیر و گرگ بزرگ بزرگ ساخته شده‌است. این فیلم دنبالهٔ بز دلپذیر و گرگ بزرگ بزرگ – بز دلپذیر شگفت‌انگیز (۲۰۱۵) است.

## داستان
وسلی (با صدای زو لیچینگ)، وُلفی (با صدای ژانگ لین) و بزهای دیگر یک تیم بسکتبال به نام «مدافعان تیم» تشکیل داده شد و با تمام توجهات و انتظارات، مدافعان تیم راهی رویداد جهانی بسکتبال شدند. جام شهر بسکتبال آنها رقابتی‌ترین تیمی بودند که جام را به دست آوردند، اما به دلیل آخرین ضربه اختلاف، آن را به‌طور غیرمنتظره ای از دست دادند. زمانی که وسلی و ولفی بعد از فینال با هم اختلاف پیدا می‌کنند، تیم از بین رفته به نظر می‌رسد، ولفی اظهار دارد که وسلی باید توپ را برای ضربه آخر به او پاس می‌داد زیرا پای وسلی در بازی با «تیم ببرها» آسیب دید، در حالی که وسلی با این موضوع مخالف بود. این نشان داد که ضربات ولفی ضربات ناموفق ثابتی هستند که هیچ تفاوتی در نتایج بازی ندارد. اشتیاق آنها با این حال برای کسب جام بازی بسکتبال و همچنین دوستی‌های واقعی به راحتی از بین نخواهد رفت. جونی (با صدای دنگ یوتینگ) تصمیم گرفت دوباره اعضا را جمع کند و مدافعان تیم را اصلاح کرده تا به جام بعدی شهر بسکتبال بپیوندد. حریفان هر چند چالش بیشتری داشتند، اما اگر این بار می‌خواستند قهرمانی بسکتبال را کسب کنند، باید با تلاش بیشتر با این چالش روبرو شوند.

## صداپیشه‌ها

### تیم مدافعان
- زو لیچینگ - وسلی
- ژانگ لین - ولفی
- دنگ یوتینگ - تیبی / جونی
- لیانگ یینگ - پادی
- لیو هونگیون - اسپارکی
- گائو کوان‌شنگ - اسلوی
- لی تون - بلزی

### تیم ببرها
- دنگ یوتینگ - تایگر وینگ
- گائو کوان‌شنگ - سیرا

### تیم گرگ‌ها
- دنگ یوتینگ - ویکتور

### شخصیت‌های دیگر
- ژائو نا - ولنی / لئوپاردس
- لیانگ یینگ - ویلی
- لی توان - تایگر دد / لاین جی

## تولید
هوانگ ویمینگ در گفت‌وگوی داخلی با کارگردان این فیلم و همچنین سازنده «بز دلپذیر و گرگ بزرگ بزرگ» عنوان کرد که علیرغم درآمد پایین فیلم قبلی در سال ۲۰۱۵، با وجود درآمد پایین باکس آفیس، تیم سازنده موفق به دریافت این فیلم شده‌است. سرمایه‌گذاری در تولیدات بیشتر فیلم حذف نشده‌است، زیرا فیلم‌های قبلی قبلاً انواع مختلفی از ماجراها را در موضوعات مختلف پوشش داده بودند. امید است که نوآوری تنها چیزی نباشد که آنها دنبال می‌کنند، بلکه یک پیشرفت واقعی در هنگام انتخاب موضوع برای یک فیلم جدید.
اعضای تیم تولید در سال ۲۰۱۷ به فکر ترکیب این انیمیشن با ورزش مورد علاقه خود بسکتبال بودند. سریال دانک برای پیروزی‌ها از مجموعه تلویزیونی بز دلپذیر و گرگ بزرگ بزرگ که در سال ۲۰۲۱ پخش شد، ثابت کرده بود که این ترکیب موفق بوده و امتیاز ۸٫۶ از ۱۰ را در دوبان کسب کرده و بحث‌های داغی را در هوپو ایجاد کرده‌است. وبلاگ معروف ورزشی چینی تولید این فیلم بلافاصله پس از آن آغاز شد. تیم در کل تولید فیلم، برای ساخت بهترین فیلم، در مجموع ۳۷ فیلمنامه، ۷۴ استوری بورد و ۲٫۱۴۲ نقشه برای آزمون و خطا ساخت. تیم سازنده امیدوار بودند که این فیلم در سال نو چینی به بهترین فیلم برای خانواده‌ها تبدیل شود.

## موسیقی
| نوع          | عنوان                               | موسیقیدان      | نویسنده                  | آواز      |
| ------------ | ----------------------------------- | -------------- | ------------------------ | --------- |
| آهنگ تم اصلی | «Biekan Wo Zhi Shi Yizhi Yang 2022» | آیوی کو، چن یو | آیوی کو، وانگ ژونگ کیائو | بی بی ژو  |
| قسمت         | جیوشی گوانجون                       | دنگ زیقی       | تان زیهائو               | لو ویلو   |
| قسمت         | نیفنگ شنگژانگ                       | هوانگ چنگ چنگ  | کوی شیشوان               | لو شیلانگ |
| قسمت         | گوان لان چینگچون                    | لو شیلانگ      | لو شیلانگ                | لو شیلانگ |

## انتشار
این فیلم در اولین روز سال نوی چینی در ۱ فوریه ۲۰۲۲ در چین، در کنار فیلم‌های بسیار موردانتظار دیگر از جمله نبرد در دریاچه چانگ‌جین ۲، نمای خوب، فقط احمق‌ها هجوم می‌آورند، خیلی باحال برای کشتن و غیره منتشر شد. در نتیجه تعداد نمایش فیلم کمتر از حد انتظار بود که در آن تنها ۳ تا ۴ درصد نمایش برای این فیلم برنامه‌ریزی شده بود و زمان نمایش نیز کمتر ایده‌آل بود.

## بازخورد

### درآمد در باکس آفیس
چهار روز پیش نمایش در ژانویه ۲۰۲۲ در چین، از ۱۵ تا ۱۶ ژانویه و ۲۲ تا ۲۳ ژانویه برگزار شد. به گزارش «تائو پیائو پیائو»، این فیلم از این نمایش‌ها ۱۰٫۹۳ میلیون رنمینبی به دست آورد.
این فیلم تا ۳۱ ژانویه ۲۰۲۲ بیش از ۲۰ میلیون رنمینبی از فروش بلیت‌های پیش فروش به دست آورد. این فیلم در روز افتتاحیه خود ۲۵٫۸۷ میلیون ین (۴٫۰۷ میلیون دلار آمریکا) فروش داشت و در رده هفتم زیر تک تیرانداز قرار گرفت. علاوه بر آن این فیلم برای به دست آوردن ۹٫۸۸ میلیون دلار در افتتاحیه ۳ روزه و ۱۳٫۴۱ میلیون دلار در افتتاحیه ۵ روزه ادامه داد. تا اولین یکشنبه پس از اکران، این فیلم در مجموع ۱۰۲ میلیون ین (۱۵٫۳۶ میلیون دلار آمریکا) فروش داشته‌است که از مجموع فروش دو فیلم قبلی این مجموعه فراتر رفته‌است.